# Alto Obrajes
Alto Obrajes es una zona de la ciudad de La Paz, Bolivia. Administrativamente pertenece al Macrodistrito Sur de este municipio. El barrio alberga infraestructura educativa y deportiva, como la Escuela Superior de Formación de Maestros Simón Bolívar, la Piscina Olímpica y la estación Alto Obrajes de la línea verde de Mi Teleférico. Es un barrio fuertemente relacionado con el magisterio desde su creación en 1959.  

## Historia
El barrio de Alto Obrajes nace a partir de una expropiación de terrenos por parte del Gobierno a las Hermanas Carmelitas por Decreto Supremo en 18 de diciembre de 1953. El terreno se encontraba en disputa por una venta no completada, a lo que el gobierno de Paz Estenssoro vio de proveer la zona al magisterio. Así que 25 de julio de 1959 según la Historia de los Barrios paceños se adjudicaron 1498 lotes.  
Los vecinos de la zona tuvieron que rellenar parte del río para construir un acceso por la zona de Villa Armonía.

## Descripción
La zona colinda con Obrajes, Bolognia, IV Centenario, y San Isidro. Se encuentra ubica en el macrodistrito sur de la ciudad de La Paz, en Bolivia.
Se encuentra también en la zona la Piscina Olímpica de la ciudad de La Paz que fue reinaugurada en 2013. La zona cuenta con un hospital de primer nivel y dos iglesias. Además, existe un campo deportivo de fútbol llamado Tanque Díaz 8 donde funciona la escuela de fútbol Always Ready Así mismo, en la Plaza del Ingeniero se encuentran tres canchas multideportivas, dos parques y una variedad de árboles
La zona se encuentra mayormente en una zona de riesgo bajo o moderado. 

## Áreas protegidas
El bosque de Alto Obrajes pertence al área protegida Bosque de Bolognia creada por ordenanza municipal 147/2000. Esta se extiende por varias zonas colindantes y se encuentra al final del barrio después del sector A. En la misma se realizan labores de forestación constantes  y también cuenta con un sendero interpretativo creado por voluntarios con el financiamiento del Fondo Mundial para la Naturaleza